# Розтоки — Тарнів — Краків — Освенцим — Дембовець
Розтоки — Тарнів — Краків — Освенцим — Дембовець — трубопровідна система, створена у 1930-х — 1950-х роках для подачі природного газ до ряду промислових центрів на півдні Польщі.
На початку 20 століття в районі між Коросно та Яслом відкрили поклади природного газу, котрий у 1916—1921 роках почали подавати місцевим споживачам за допомогою Підкарпатської магістралі. Коли ж пробурені в районі сіл Розток, Сондкова, Добруцова свердловини виявили значне родовище, виник проект подачі його на більшу відстань до азотного заводу в Мосцицях (наразі вже район міста Тарнів). Для цього у 1933 році проклали газопровід від Розтоків довжиною 72 км (за іншими даними — 76 км) та діаметром 250 мм, який повинен був працювати з тиском 2,5 МПа.
Азотний завод, котрий ввели в експлуатацію у 1930-му, розраховувався на використання коксу для продукування синтез-газу. Доправлений з Розтоків природний газ спершу використовували для розпалювання котлів заводської електростанції Тарнів-Мосциці, проте експерименти із розщеплення метану показали обнадійливі результати. Як наслідок, до кінця 1930-х два із заводських генераторів синтез-газу діяли на коксі та метані. Також почали будівництво нової установки для отримання водню з природного газу, проте її завершення сталось вже під час німецької окупації. Оскільки розтоцький газ містив значний об'єм важчих за метан вуглеводнів, шкідливих для технологічних процесів заводу, у 1934—1935 роках в Мосціцях спорудили установку вилучення з нього небажаних фракцій.
У 1937-му за допомогою перемички довжиною 12 км та діаметром 200 мм блакитне паливо подали до целюлозної фабрики у Недомицях, запланованої в межах проекту Центрального промислового району (перебачав створення численних заводів — металургійних, станкобудівних, збройових, порохових, авіаційних та інших).
Під час німецької окупації газопровід подовжили Кракова, розташованого за сім десятків кілометрів на захід від Тарнова. Цей проект завершили у листопаді 1944-го, лише за два місяці до відступу німців.
А в 1946—1947 роках проклали наступну ділянку довжиною 110 км та діаметром 250 мм, котра проходила через Освенцим до Дембовця. Її особливістю було те, що головний споживач — хімічний завод у Дворах (наразі вже частина Освенциму) — знаходився посередині маршруту, тоді як з Дембовця почались поставки природного газу із відкритого там родовища. У 1953-му до західної ділянки також почало подавати газ родовище у Маркльовіцях, для чого проклали перемичку довжиною 46 км з діаметром 300 мм.
У 1957—1958 роках від Освенцима спорудили відгалуження для подачі газу до розташованого за три десятки кілометрів північніше Сосновця.
Також можливо відзначити, що за кілька років після спорудження трубопроводу до Тарнова розтоцьке блакитне паливо почали подавати і у північному напрямку, через ще масштабніший Центральний газопровід.